# Индийски крокодил
Индийският крокодил, наричан още блатен крокодил (Crocodylus palustris), е влечуго от семейство Крокодилови, разпространено на територията на индийския субконтинент и околните държави (Пакистан, Бангладеш, Непал и Иран).